# Santa Rosa Rugby Club
Maillots
Actualités
Le Santa Rosa Rugby Club est un club de rugby à XV américain créé en 1971 et évoluant en Men's D1 Club Championship.

## Palmarès
- Vainqueur de la Men's DII Club Championship en 1993 et 1994.